# آلن پروست
آلن پراست (انگلیسی: Alain Prost؛ زاده ۲۴ فوریهٔ ۱۹۵۵) یک راننده سابق فرمول یک اهل  فرانسه است که چهار دوره قهرمانی مسابقات فورمول یک جهان را در کارنامه دارد.